# Ateuchus ecuadorensis
Ateuchus ecuadorensis är en skalbaggsart som beskrevs av Antoine Boucomont 1928. Ateuchus ecuadorensis ingår i släktet Ateuchus och familjen bladhorningar. Inga underarter finns listade.